# Alexandre de Roes
Alexandre de Roes (vers 1225 - 1288) est un chanoine allemand théoricien de la politique.

## Histoire
Alexandre de Roes est issu d'une riche famille de Cologne. Chanoine de la collégiale de Sainte-Marie-du-Capitole de Cologne, on le retrouve à Rome vers 1280 où il serait proche du cardinal Jacopo Colonna.
Alexandre de Roes prône dans ses écrits un partage ré-équilibré des pouvoirs entre la papauté, le Saint-Empire romain germanique et le Royaume de France à un moment où la France s'affirme comme la principale puissance européenne. Il propose une division tripartite dans l'ordre terrestre. Le regnum devrait ainsi revenir aux allemands, le sacerdotium aux romains et les Arts libéraux (trivium et quadrivium) aux français.

## Œuvres
- Memoriale de prerogativa Romani imperii (1281)
- Noticia seculi (1288)
- Pavo figuralis